# عزلة مرهبة (عمران)

تعديل مصدري - تعديل

عزلة مرهبة هي إحدى عزل مديرية ذيبين في محافظة عمران اليمنية ويبلغ تعداد سكانها 13890 نسمة حسب التعداد السكاني في اليمن لعام 2004.
ومُرْهِبَة وأرْحَب ابنا الدعام بن مالك بن ربيعة بن الدعام بن مالك بن معاوية بن الصعب بن دومان بن بكيل من ملوك اليمن الكبار فذكرهما الكلبي وعددهما في قصيدته مع ملوك اليمن فقال:
وشمر ابنا ذي نواس ووائل          وجفنة والدومان وابنا أبي الصعب